# Curva espécie-área

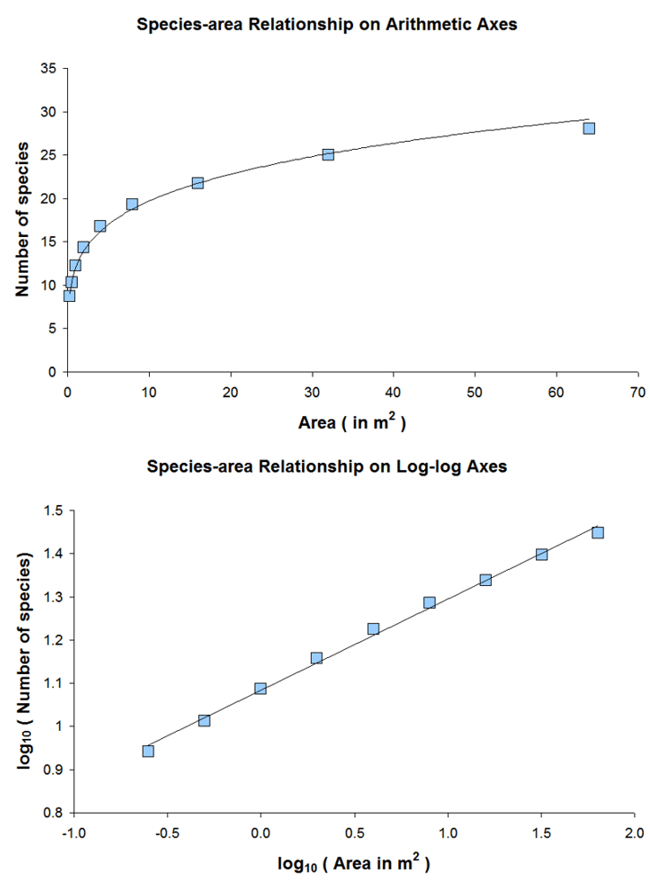
A relação espécie-área para um habitat contíguo.

Em ecologia, a curva espécie-área é um gráfico que mostra o número de espécies encontradas numa área definida de um determinado habitat ou de habitats de diferentes áreas. Ela está relacionada com, mas não é idêntica a, curva de descobertas de espécies. A relação espécie-área é geralmente construída para um único tipo de organismo, tais como todas as plantas vasculares ou todas as espécies de um determinado nível trófico. Raramente, ou nunca, é construída para todos os tipos de organismos, simplesmente devido aos prodigiosos requisitos de dados. A relação espécie-área é por vezes chamada de teoria espécie-área.
Os autores classificam a relação espécie-área, de acordo com o tipo de habitats amostrados e a concepção do censo utilizado. Frank Preston, um pioneiro no estudo da teoria da relação espécie-área, dividiu-a em dois tipos: amostras (censo de um habitat contíguo que cresce na área do censo, também chamado de relacionamentos espécies-área "continentais") e isolados (censo de habitats descontínuos, tais como ilhas, também chamado de relacionamentos espécies-área "insulares"). Rosenzweig Michael assinala também que as relações espécie-área para grandes áreas - aquelas que englobam diferentes províncias biogeográficas ou continentes - comportam-se diferentemente das relações espécie-área insulares ou de áreas contíguas menores.
Independentemente do tipo de habitat e design do censo, relações espécie-área muitas vezes podem ser enquadrados numa função simples. Frank Preston defendeu a função poder com base na sua investigação da distribuição lognormal de abundância de espécies. Se S é o número de espécies, A é a área, e c e z constantes, então a função poder da relação espécie-área é:
{\displaystyle S=cA^{z}}
que assemelha-se a uma linha reta sobre os eixos log-log:
{\displaystyle \log(S)=\log(c)+z\log(A)}
Em qualquer caso, a relação espécie-área é quase sempre desacelerativa (tem uma segunda derivada negativa) quando plotada aritmeticamente.
Relações espécie-área são frequentemente traçados para ilhas (ou habitats isolados uns dos outros, tais como bolsões florestais (woodlots) numa paisagem agrícola) de diferentes tamanhos. Embora ilhas maiores  tendam a ter mais espécies, é possível que uma ilha pequena possua mais espécies do que uma ilha maior. Em contraste, relações espécie-área de habitats contíguos sempre aumentam a medida em que a área aumenta.
A relação espécie-área para áreas continentais (habitats contíguos) irá variar de acordo com a concepção do censo utilizado para construí-la. Um método comum é a utilização de quadrats (sub-regiões) de tamanhos sucessivamente maiores, de modo que a área delimitada por cada um compreenda a área delimitada pelo menor (ou seja, são áreas aninhadas).
Na primeira parte do século XX, ecologistas de plantas muitas vezes utilizavam a curva espécie-área para estimar o tamanho mínimo de um quadrat necessário para caracterizar adequadamente uma comunidade. Isto é feito plotando a curva (geralmente em eixos aritméticos, não em eixos log-log ou semilog) e estimar a área, depois do que, usar quadrats maiores resulta apenas no acréscimo de umas poucas espécies. Esta é chamada de área mínima. Um quadrat que inclui a área mínima é chamado de relevé, e usar curvas espécie-área desta forma é chamado de método relevé. Foi amplamente desenvolvido pelo ecologista suíço Josias Braun-Blanquet.
A estimativa da área mínima a partir da curva é necessariamente subjetiva, por isso alguns autores preferem definir área mínima como a área que inclui pelo menos 95% (ou alguma outra grande proporção) do total de espécies encontradas. O problema com esta abordagem é que a curva de espécies da área não costuma ser uma assíntota, portanto não é óbvio o que deve ser tomado como o total). De fato, o número de espécies sempre aumenta com a área, até o ponto da área do mundo todo ter sido acumulada.